# Robbins-Nunatak
Der Robbins-Nunatak ist ein 1015 m hoher Nunatak im westantarktischen Queen Elizabeth Land. In der Neptune Range der Pensacola Mountains ragt er 13 km nordöstlich des Mount Gorecki in den Schmidt Hills auf.
Der United States Geological Survey kartierte ihn anhand eigener Vermessungen und Luftaufnahmen der United States Navy aus den Jahren von 1956 bis 1966. Das Advisory Committee on Antarctic Names benannte ihn 1968 nach Edward J. Robbins, Aerograph auf der Ellsworth-Station im antarktischen Winter 1958.